# IBM 1620

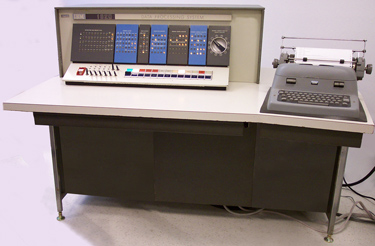
IBM 1620 모델 I, 레벨 H

IBM 1620은 1959년 10월 21일 IBM이 발표한 컴퓨터이며 저렴한 "과학용 컴퓨터"로 광고되었다 대략 총 2000개 기기가 생산된 이후 1970년 11월 19일 종료되었다. 1620의 수정판이 IBM 1710과 IBM 1720 산업 프로세스 제어 시스템의 CPU로 사용되었으며 이것들은 공장 장비의 실시간 프로세스 제어에 충분할만큼 신뢰성이 있는 것으로 간주된 최초의 디지털 컴퓨터가 되었다.
코어 메모리 사이클 타임은 초기 모델 I의 경우 20밀리초, 모델 II의 경우 10밀리초였다. 모델 II는 1962년 선보였다.